# Уманський Моріц Борисович
Уманський Моріц Борисович (23 лютого (8 березня) 1907, Житомир — 19 грудня 1948, Київ, УРСР) — український радянський художник театру і кіно, член Спілки художників УРСР.

## Біографія

Могила Моріца Уманського

Народився 1907 року у Житомирі.
В 1923–1926 роках навчався у Київській мистецькій індустріальній професійній школі у К. Трохименка і М. Козика, у 1926–1930 роках — у Київському художньому інституті у В. Татліна та К. Єлеви.
З 1931 року працював на Київській студії художніх фільмів.
Помер 19 грудня 1948 року в Києві. Похований в Києві на Байковому кладовищі (ділянка № 9).

## Творчість

### Театральні роботи
Оформлював у Київському театрі імені І. Франка:
- «Украдене щастя» І. Франка (1939);
- «Маруся Богуславка» М. Старицького (1945);
- «Дванадцята ніч» В. Шекспіра (1948) та інше.

У Київському театрі російської драми: «Камінний господар» Лесі Українки (1946) й інше.

### Фільмографія
Оформив кінокартини:
- «Помилка інженера Румянцева»,
- «Вирішальний старт»,
- «Океан» (1932),
- «Любов»,
- «Роман міжгір'я» (1933),
- «Кришталевий палац»,
- «Молодість»,
- «Останній порт» (1934),
- «Чарівний сад»,
- «Іван Іванович» (1935),
- «Суворий юнак» (1935, у співавт.),
- «Я люблю» (1936),
- «Щорс» (1939),
- «Визволення» (1940),
- «Вітер зі Сходу» (1941),
- «Олександр Пархоменко»,
- «Партизани в степах України» (1942),
- «Нескорені»,
- «Українські мелодії» (1945),
- «Подвиг розвідника» (1946),
- «Третій удар» (1948),
- «Украдене щастя» (1952).

Створював ескізи для «Союзмультфільму» і «Мосфільму», кіноплакати, декорації театральних спектаклів («Справа честі», «Загибель ескадри», «Украдене щастя» тощо).

## Відзнаки
Лауреат Сталінської премії (1948; за фільм «Подвиг розвідника»). Нагороджений орденом «Знак Пошани», медалями.